# Censo costarricense de 1883
El Censo de la República de Costa-Rica, tomo segundo del Anuario Estadístico se levantó el 30 de noviembre de 1883.
Este segundo censo fue llevado a cabo por la Sección de Estadística del entonces Ministerio de Fomento, equivalente al actual Instituto Nacional de Estadística y Censos (INEC). 

## Resultados
Para 1883 el censo contabiliza a 182,073  habitantes en el país, mientras que para 1864 habían 120,499 habitantes.
| Provincia  | Cantón                           | Población en censo de 1883 | Población en censo de 1864 | Variación | Variación porcentual |
| ---------- | -------------------------------- | -------------------------- | -------------------------- | --------- | -------------------- |
| San José   | San José                         | 30 123                     | 21 379                     | 8744      | 40.90%               |
| San José   | Escazú                           | 5550                       | 8760                       | −3210     | -36.64%              |
| San José   | Desamparados                     | 5408                       | 7067                       | −1659     | -23.48%              |
| San José   | Puriscal                         | 1942                       | -                          | -         | -                    |
| San José   | Tarrazú                          | 1378                       | -                          | -         | -                    |
| San José   | Aserrí                           | 4785                       | -                          | -         | -                    |
| San José   | Mora                             | 6976                       | -                          | -         | -                    |
| Alajuela   | Alajuela                         | 15 247                     | 11 521                     | 3726      | 32.34%               |
| Alajuela   | San Ramón                        | 10 111                     | 5045                       | 5066      | 100.42%              |
| Alajuela   | Grecia                           | 7178                       | 5738                       | 1440      | 25.10%               |
| Alajuela   | San Mateo                        | 2525                       | 1682                       | 843       | 50.12%               |
| Alajuela   | Atenas                           | 5551                       | 3185                       | 2366      | 74.29%               |
| Alajuela   | Naranjo                          | 4593                       | -                          | -         | -                    |
| Cartago    | Cartago                          | 20 398                     | 16 780                     | 3618      | 21.56%               |
| Cartago    | Paraíso                          | 7114                       | 4238                       | 2876      | 67.86%               |
| Cartago    | La Unión                         | 2916                       | 2046                       | 870       | 42.52%               |
| Heredia    | Heredia                          | 16 452                     | 14 073                     | 2379      | 16.90%               |
| Heredia    | Barva                            | 2663                       | 3718                       | −1055     | -28.38%              |
| Heredia    | Santo Domingo                    | 4254                       | -                          | -         | -                    |
| Heredia    | Santa Bárbara                    | 2449                       | -                          | -         | -                    |
| Guanacaste | Liberia                          | 4744                       | 3169                       | 1575      | 49.70%               |
| Guanacaste | Nicoya                           | 3824                       | 2407                       | 1417      | 58.87%               |
| Guanacaste | Santa Cruz                       | 4748                       | 3217                       | 1531      | 47.59%               |
| Guanacaste | Bagaces                          | 991                        | 1638                       | −647      | -39.50%              |
| Guanacaste | Cañas                            | 595                        | -                          | -         | -                    |
| Puntarenas | Puntarenas                       | 4018                       | 2942                       | 1076      | 36.57%               |
| Puntarenas | Golfo Dulce con Térraba y Boruca | 1241                       | 931                        | 310       | 33.29%               |
| Puntarenas | Esparza                          | 2441                       | -                          | -         | -                    |
| Limón      | Limón                            | 1858                       | -                          | -         | -                    |